# Jean-Baptiste Clément
Jean Baptiste Clément (ur. 30 maja 1836 w Boulogne-Billancourt, zm. 23 lutego 1903 w Paryżu) – pieśniarz francuski, działacz socjalistyczny, uczestnik Komuny Paryskiej. Autor słynnych pieśni Le Temps des cerises oraz La Semaine sanglante. W latach 1880–1891 mieszkał w Paryżu w dzielnicy Montmartre przy Rue Lepic pod n°53, później przeniósł się pod n°112.